# Andrés Samurio
Silvio Andrés Samurio Dematte, noto semplicemente come Andrés Samurio (Tacuarembó, 20 settembre 1996), è un calciatore uruguaiano, portiere del Cerrito.

## Carriera
Cresciuto nel settore giovanile dei Rampla Juniors, ha esordito in prima squadra il 9 novembre 2019 disputando l'incontro di Primera División Profesional perso 1-0 contro il Plaza Colonia.